# Minibalonmano
El minibalonmano es un deporte de equipo similar al balonmano (pero indicado para niños menores de 13 años).

## Historia
El minibalonmano fue inventado el primer cuarto del siglo XX. En la antigua Grecia existió el «Juego de Ucrania», en el que consistía en sostener un balón de medidas en el aire. Primero fue jugado el fútbol con las manos, en 1910. En 1926, una comisión de los países que lo practicaban regularon sus aspectos reglamentarios, y en 1946, se creó la Federación Internacional (IHF). Al balonmano se le fue ampliando las reglas y el campo, teniendo constancia de que en 1935 se celebra el primer encuentro amistoso de Balonmano, entre los equipos de Suecia y Dinamarca.

## Reglas del mini-balonmano
Las reglas del mini-balonmano son sencillas: 
- No se le puede dar con el pie a la pelota.
- No se puede botar la pelota, andar y después volver a botar.
- No se puede entrar en el área del portero.
- No se puede quitar la pelota al contrincante si la tiene agarrada.
- No se puede atacar en el campo del contrincante.
- Cuando defiendes no se puede tocar al atacante.
- El campo tiene que tener una medida de 20m x 13m.
- Se indicarán 3 canchas a lo ancho del campo.
- No existen líneas ni de tiro libre ni de centro.
- Las áreas se marcarán a 6m con forma semicircular, con centro en medio del arco.
- Las medidas de la portería serán de 2,50m x 1,8m.

El balón que se utiliza tiene un tamaño: 44 cm de diámetro para benjamines y 48 cm de diámetro para alevines. La portería debe de ser rebajada hasta 1,6 m en caso de ser benjamín o a 1,8 si es alevín.

## Tiempos
Se juegan cuatro partes de 10 minutos cada una, teniendo 6 minutos de descanso entre partes y 2 entre periodos, un periodo equivale a dos partes de 10 minutos cada uno lo que significa que un periodo durara 20 minutos
El área del portero mide unos 5m y si se provoca un penalti, ese se tirará en 6 m. Un penalti se provocará cuando interrumpen a un jugador mientras tira a gol. 
El resultado final solo puede ser 0-0, 0-1, 1-0, 1-1, 0-2, ya que cada periodo es independiente y se le da un punto al equipo ganador.

## Posiciones
Hay diferentes posiciones:
- Portero: Esta posición se encarga de proteger la portería para que no le metan goles.
- Defensa: Esta posición se encarga de que el atacante contrario no haga gol.
- Extremo: Se encarga de atacar por las bandas.
- Delantero: Se encarga de llevar el balón al otro campo y si es posible tirara a gol.
- Central: Se encarga de atacar al contrario por el medio del campo.
- Lateral: Se encarga de tirar a gol por las bandas.
- Pivote: Es una ayuda de defensa central.